# Некрополістика
Некрополістика (від дав.-гр. νεκρός — мертвий, πόλις — місто, некрополь) — досліджує в комплексі всі без винятку поховальні пам'ятки від доісторичних часів і до сьогодення.

## Загальна характеристика
У широкому науковому, історичному розумінні некрополь як об'єкт дослідження — то одне з найкрасномовніших свідчень історії тієї чи іншої місцевості, населеного пункту, країни. Некрополь є усеосяжним, різноплановим за вмістом і формою, багатим на відомості і факти документально-речовим довідником.
Для дописемного періоду саме завдяки похованням можна дослідити духовну й матеріальну культуру, економіку, політичний лад стародавнього народу. Археологічні розкопки давніх некрополів дають т. зв. «матеріальний знімок» з життя і смерті людей у певний історичний період і на визначній території.

## Поховальні пам'ятки
Некрополістика вивчає поховальні пам'ятки комплексно. У випадку із стародавніми могилами вона широко послуговується даними різноманітних історичних джерел, що їх досліджують інші науки із кола СІД. Першою з них за часом формування у самостійну дисципліну є археологія. Саме археологи дають фахові відповіді на ті запитання, що їх ставлять перед собою вчені-некрополісти.
Одним із найважливіших об'єктів дослідження некрополістики є епітафії. Вони бувають досить короткі, де містяться лише прізвище, ім'я, по батькові і дата народження, або розлогі — з переліком роду занять, зазначенням освіти, титулу, чину.
Серед вітчизняних дослідників у галузі некрополістики: Михайло і Олександр Грушевські, Йосип Гермайзе, Федір Ернст, Iгор Сапожніков, Федір Сенгалевич, Іван Каманін, Людмила Проценко, Віктор Жадько.